# 维勒塞克朗德
维勒塞克朗德（法語：Villesèquelande，法語發音：[vilsɛklɑ̃d] ⓘ）是法国奥德省的一个市镇，属于卡尔卡松区。

## 地理
维勒塞克朗德（43°14'15"N, 2°13'53"E）面积5.35 平方千米，位于法国奧克西塔尼大區奥德省，该省份为法国南部沿海省份，北起塔恩省，西北接上加龙省，西接阿列日省，南至东比利牛斯省，东临地中海，东北与埃罗省接壤。
与维勒塞克朗德接壤的市镇（或旧市镇、城区）包括：阿尔藏斯、科和索藏斯、珀藏斯、圣厄拉利。

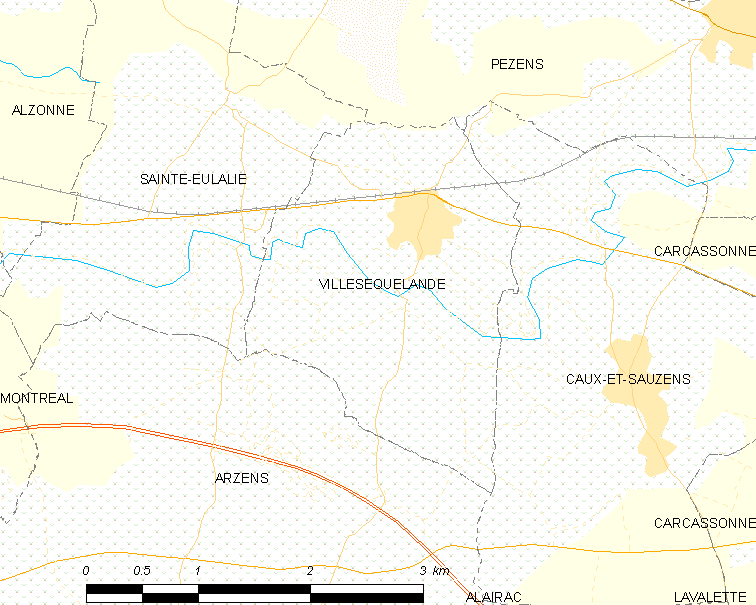
维勒塞克朗德的OSM定位图

维勒塞克朗德的时区为UTC+01:00、UTC+02:00（夏令时）。

## 行政
维勒塞克朗德的邮政编码为11170，INSEE市镇编码为11437。

## 政治
维勒塞克朗德所属的省级选区为努瓦尔山区拉马勒佩尔县。

## 人口

1962-2008年间维勒塞克朗德人口变化图示

维勒塞克朗德于2022年1月1日时的人口数量为875人。